# Castellers de Vilafranca

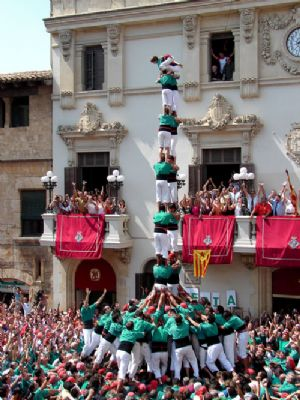
Erste torre de nou amb folre carregada der Geschichte, Castellers de Vilafranca

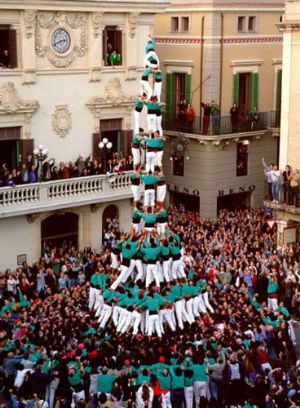
Erste tres de deu amb folre i manilles carregat der Castellers de Vilafranca

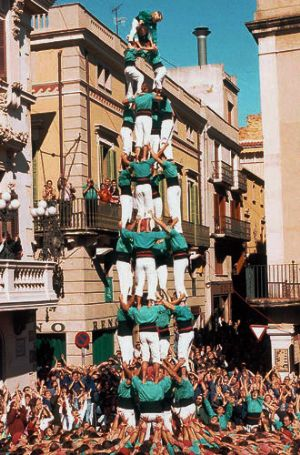
Erste quatre de nou sense folre carregat der Castellers de Vilafranca

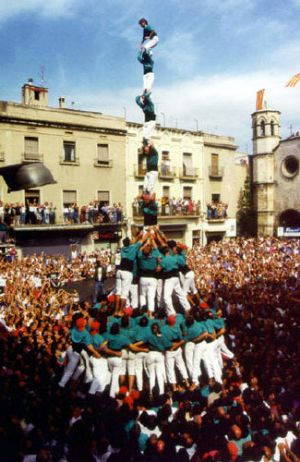
Erster pilar de vuit amb folre i manilles (Achtstöckige Säule mit einem Casteller pro Etage, mit Stützring um zweite Etage und einem etwas kleineren Stützring um dritte Etage) des 20. Jahrhunderts, Castellers de Vilafranca

Die Castellers de Vilafranca (Kurzform Castellers) sind eine kulturelle und sportliche Institution in der spanischen Provinz Katalonien, deren Ziel der Bau von Castells ist. Es handelt sich um einen eingetragenen Verein, im Jahr 1948 gegründet, der wohl auf den Ball de Valencians (18. Jahrhundert) zurückgeht und als Vorstufe der heutigen Castells betrachtet wird.
In den 2020er Jahren hat der Verein mehr als vierhundert Castellers, Mitglieder die am Bau der Castells teilnehmen, dies in allen Altersstufen, in freier und freiwilliger Form und ohne jedwede soziale, politische, kulturelle oder religiöse Unterscheidungen. Alle verbindet die gleiche Vorliebe zum Bau der Castells, die demokratischen Werte, die Kooperation und Teamarbeit, der konstante Überwindungsgeist, und der Ehrgeiz, weiter Spitzenführer im Bau der Castells zu sein. Der Sitz der Castellers de Vilafranca ist Cal Figarot, Casa Via Raventós, ein im Jahr 1983 erworbenes Gebäude.
Die Castellers de Vilafranca sind eine der wichtigsten und einflussreichsten Vereinigungen in Vilafranca del Penedès und haben das katalanische Land und dessen Kultur häufig im Ausland vertreten. Mehr als fünfhundert Mitglieder unterstützen die Vereinigung sowie auch verschiedene öffentliche und private Anstalten. Neben den Vorführungen der Castells während der Saison – hauptsächlich von April bis November – veranstaltet der Verein auch andere kulturelle, sportliche, pädagogische, soziale und gastronomische Aktivitäten.
Diese seit 60 Jahren geleisteten Aktivitäten sind ein Beitrag zur katalanischen volkstümlichen Vereinskultur, der von der Gemeinde Vilafranca del Penedès mit der Verleihung der Medalla de la Vila (Stadtmedaille) anerkannt wurde, auf Landesebene seitens der Generalität de Catalunya (Landesregierung) mit dem Creu de Sant Jordi (Sankt. Georgs Kreuz) geehrt.

## Geschichte

### Entwicklung und Verbreitung

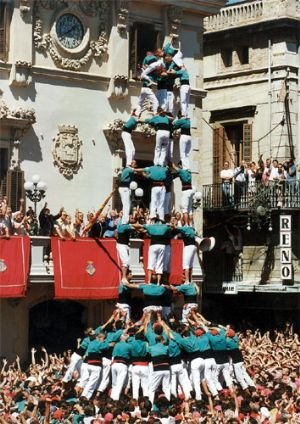
Erster cinc de nou amb folre descarregat der Castellers de Vilafranca

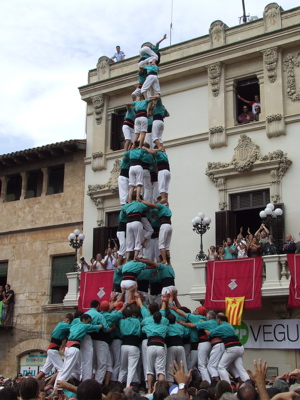
Quatre de nou amb folre i l’agulla (1/2), Castellers de Vilafranca

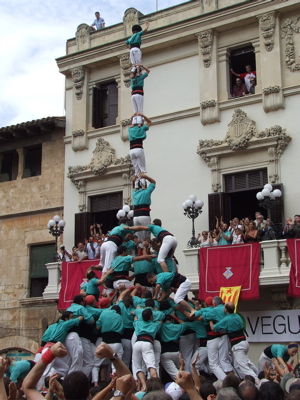
Quatre de nou amb folre i l’agulla (2/2), Castellers de Vilafranca

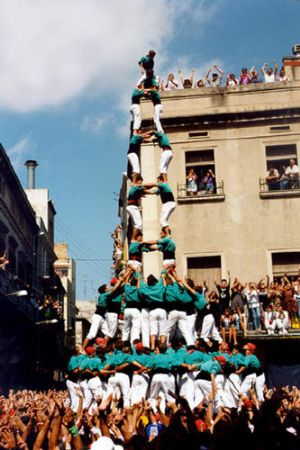
Erster torre de nou amb folre i manilles descarregada der Castellers de Vilafranca

Der Beginn des Menschenturm-Baus ist nicht genau auszumachen. Vermutet wird, dass es vor Jahrhunderten um den Versuch ging, wer dem „Himmel am nächsten kommt“. Später verselbstständigte sich der Turmbau, da er als Musterbeispiel für Vernunft, Zusammengehörigkeit, Mut und Kraft, Planung und Erfolg gilt. Die Perfektion schreitet immer weiter fort, so dass um 15 Meter hohe Türme entstehen, an denen zwischen 400 und 500 Personen beteiligt sind.
Die colla (Verein) Castellers de Vilafranca wurde im September 1948 von Oriol Rossell gegründet, er war der erste cap de colla (Leiter der Gruppe). Die Anfänge bedeuteten auch den Bau der ersten siebenstöckigen Castells und mit den engen Beziehungen zu anderen derzeitigen colles. Während dieser Jahre waren cap de colla Oriol Rossell (1948–1952) und Ramon Sala (1953–1955) und die Farbe der Hemden war erst rosa und später rot.
Im Jahr 1956 war die colla wegen internen Verstimmungen praktisch inaktiv. 1957 wurde eine Reorganisation vorgenommen und die grüne Farbe für die Hemde bestimmt. Zwischen 1957 und 1968 wurden siebenstöckige Castells gebaut und der wichtigste Erfolg war der cinc de set (sieben Etagen mit fünf Castellers pro Etage). Von 1969 bis 1974 hat die colla einen großen qualitativen Sprung gemacht und es wurden die torre de set (Siebenstöckiger Turm mit zwei Castellers pro Etage) und die ersten achtstöckigen Castells gebaut: der quatre de vuit (acht Etagen mit vier Castellers pro Etage), der tres de vuit (acht Etagen mit drei Castellers pro Etage), der pilar de sis (Sechsstöckige Säule mit einem Casteller pro Etage) und die torre de vuit amb folre (Achtstöckiger Turm mit zwei Castellers pro Etage und Stützring um zweite Etage). 1972 gab es einen ersten Castellwettbewerb in Tarragona. Erfolgreich waren beim cap de colla Josep Pedrol (1957–1959), Carles Domènech (1960–1961), Joan Bolet (1962–1963), Gabi Martínez (1964–1969), Lluís Giménez (1970–1973) und erneut Gabi Martínez (1974).
Die colla hat 1975 intern eine komplette strukturelle Umwandlung vorgenommen: die bisherige, fast exklusive Leitung des cap de colla wurde durch ein technisches Kammermitgliedschaftsteam ersetzt; 1981 fanden weitere interne Änderungen statt: es wurde entschieden, dass die Castellers nicht individuell ausgezahlt werden. Dieses hat eine Spaltung der Gruppe verursacht. Zwischen 1975 und 1982 hat die colla die achtstöckigen Castells zwar beibehalten können, es gab jedoch ziemlich viele Schwierigkeiten. 1983 und 1984 waren Jahre des Wiederaufstiegs und Konsolidierung der achtstöckigen Castells, aber der definitive Wandel fand 1985 statt, mit dem ersten Abbau des cinc de vuit (acht Etagen mit fünf Castellers pro Etage). Dieses öffnete den Weg zu neunstöckigen Castells folrats (zweite Etage mit einer Gruppe umringt gestützt). 1987 hat die colla die ersten tres i quatre de nou amb folre (neunstöckige Castells mit drei bzw. vier Castellers pro Etage und Stützring um zweite Etage) aufgebaut, 1987 hat die colla die ersten Dreier abgebaut und 1990 den Vierer. Von 1975 bis 1994 war Carles Domènech Sieger des cap de colla.
Zwischen 1995 und 2004 gab es eine Erfolgsspirale, die höchsten Ziele wurden erreicht: Bau und Abbau der torre de nou amb folre i manilles (neunstöckiger Turm mit 2 Castellers pro Etage, mit Stützring um zweite Etage und einem etwas kleineren Stützring um die dritte Etage), der pilar de set amb folre (Siebenstöckige Säule mit einem Casteller pro Etage und Stützring um die zweite Etage), der pilar de vuit amb folre i manilles (Achtstöckige Säule mit einem Casteller pro Etage, mit Stützring um die zweite Etage und einem etwas kleineren Stützring um dritte Etage), welcher der erste des 20. Jahrhunderts war. Dazu noch der quatre de vuit amb l’agulla (Acht Etagen mit vier Castellers pro Etage, und innerhalb einer Säule mit einem Casteller pro Etage, ebenso erstmals im 20. Jahrhundert), der quatre de nou amb folre i l’agulla (neun Etagen mit vier Castellers pro Etage und Stützring um die zweite Etage, und innerhalb eine Säule mit einem Casteller pro Etage). Dieses Castell wurde damit zum ersten Mal in der Geschichte der Castellers gebaut. Dazu noch der cinc de nou amb folre (Neun Etagen mit fünf Castellers pro Etage und Stützring um zweite Etage) und der tres i quatre de nou amb folre simultanis (gleichzeitig zwei neunstöckige Castells mit drei bzw. vier Castellers pro Etage und Stützring um die zweite Etage, ebenso erstmals) und der Aufbau der torre de vuit (Achtstöckiger Turm mit zwei Castellers pro Etage, der erste des 20. Jahrhunderts), der quatre de nou (Neun Etagen mit vier Castellers pro Etage) und erstmals der tres de deu amb folre i manilles (Zehn Etagen mit drei Castellers pro Etage, mit Stützring um zweite Etage und einem etwas kleineren Stützring um dritte Etage).
Dazu kommt, dass die colla der Gewinner des Castells-Wettbewerbs in Tarragona der Jahre 1996, 1998, 2002 und 2004 war. Im Jahr 2005 erzielte die colla den Aufbau der torre de 9 amb folre (Neunstöckiger Turm mit zwei Castellers pro Etage und Stützring um die zweite Etage), was als das schwierigste bis heute aufgebaute Castell angesehen wird.
Francesc Moreno „Melilla“ war cap de colla (Leiter der Gruppe) von 1995 bis 2003 und Lluís Esclassans von 2004 bis 2007. David Miret wurde im Dezember 2007 als neuer cap de colla gewählt.

### Erlangte Castells
Im Laufe der Geschichte haben die Castellers de Vilafranca die große Mehrheit der vorgeführten Castells erlangt. Nachstehend die Auflistung der Castells mit dem ersten Auf- bzw. Auf- und Abbaudatum.
| Castell                                                     | Auf- und abgebaut | Aufgebaut, eingestürzt |
| ----------------------------------------------------------- | ----------------- | ---------------------- |
| Torre de nou amb folre                                      |                   | 30. Aug. 2005**        |
| Tres de deu amb folre i manilles                            |                   | 15. Nov. 1998**        |
| Quatre de nou amb folre i tres de nou amb folre simultanis  | 31. Aug. 2001**   |                        |
| Torre de vuit                                               |                   | 1. Nov. 1999*          |
| Quatre de nou                                               |                   | 1. Nov. 2002           |
| Quatre de nou amb folre i agulla                            | 1. Nov. 1996**    | 1. Nov. 1995**         |
| Cinc de nou amb folre                                       | 1. Nov. 1997      | 30. Aug. 1997          |
| Pilar de vuit amb folre i manilles                          | 28. Sep. 1997*    | 31. Aug. 1995*         |
| Torre de nou amb folre i manilles                           | 30. Aug. 1995     |                        |
| Torre de nou amb folre i manilles                           | 30. Aug. 1995     |                        |
| Tres de nou amb folre                                       | 30. Aug. 1989     | 31. Aug. 1987          |
| Quatre de nou amb folre                                     | 1. Nov. 1990      | 1. Nov. 1987           |
| Quatre de vuit amb l’agulla                                 | 8. Okt. 1995*     |                        |
| Cinc de vuit                                                | 30. Aug. 1985     |                        |
| Torre de vuit amb folre i pilar de set amb folre simultanis | 31. Aug. 2006**   |                        |
| Pilar de set amb folre                                      | 1. Okt. 1995      | 14. Mai 1995           |
| Tres de vuit amb agulla                                     | 29. Okt. 2006**   |                        |
| Dos pilars de sis simultanis (un de carregat)               | 31. Aug. 2001**   |                        |
| Torre de vuit amb folre                                     | 17. Nov. 1974     | 12. Okt. 1973          |
| Tres de vuit                                                | 30. Aug. 1974     | 1. Okt. 1972           |
| Pilar de sis                                                | 30. Aug. 1972     | 19. Dez. 1971          |
| Quatre de vuit                                              | 30. Aug. 1971     | 12. Okt. 1969          |
| Nou de set                                                  | 11. Dez. 1988     |                        |
| Torre de set                                                | 24. Aug. 1969     |                        |
| Tres de set aixecat per sota                                | 25. Nov. 1973     |                        |
| Sis de set                                                  | 21. Jan. 1997     |                        |
| Cinc de set amb agulla                                      | 19. Apr. 2008**   |                        |
| Cinc de set                                                 | 26. Sep. 1965     | 30. Aug. 1965          |
| Tres de set amb l’agulla                                    | 10. Aug. 1996**   |                        |
| Quatre de set amb l’agulla                                  | 5. Aug. 1954      | 31. Aug. 1953          |
| Tres de set                                                 | 31. Aug. 1949     |                        |
| Quatre de set                                               | 31. Aug. 1949     |                        |
| Torre de sis                                                | 16. Juni 1949     |                        |
| Pilar de cinc                                               | 14. Sep. 1948     |                        |

*: Erster des 20. Jahrhunderts
**: Erster der Castells-Geschichte

## Organisation

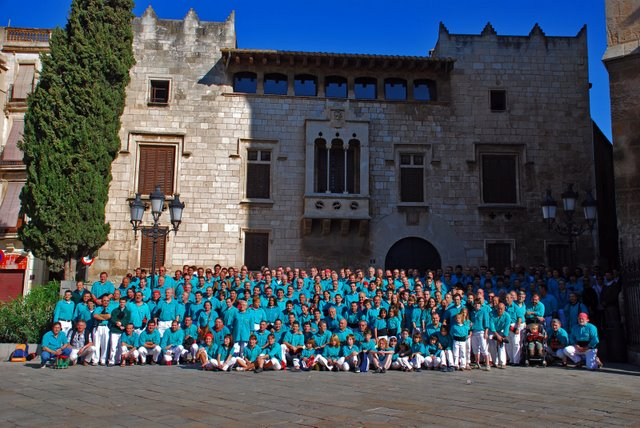
Foto der colla

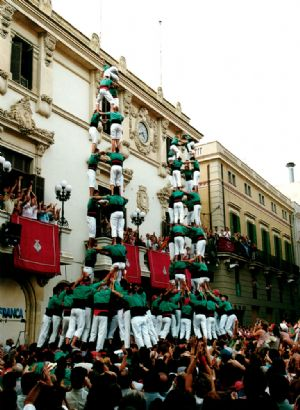
Bisher einzige simultane tres und quatre de 9 amb folre descarregats der Geschichte, Castellers de Vilafranca

### Überblick
Im Rahmen der Generalorganisation der colla ist die Leitung in zwei große Bereiche aufgeteilt worden: Technischer Bereich (Technisches Team oder einfach die Technik) und Verwaltungsbereich (Vorstand).
Das Technische Team umfasst alle mit dem Bau der Castells verbundenen Angelegenheiten. Für diesen Bereich ist der Cap de Colla (Leiter der Gruppe) verantwortlich. Das Leitungsteam besteht aus dem Sotscap de Colla (stellvertretender Leiter der Gruppe) und zwei technischen Beratern. Von diesem Kern hängen drei Verantwortungsbereiche ab: das Kinderteam, das verantwortliche Team für Unterbau und erster und zweiter Stützring und das medizinische und sportliche Team. Jeder dieser Bereiche ist jeweils für Logistik, technische Information und physisches Training verantwortlich.
Der Vorstand unter Führung des Präsidenten befasst sich mit der Verwaltung, seine erste Verantwortung ist die Verwaltung der Gelder und die öffentliche Vertretung der colla. Von Präsidenten hängen der Sekretär und fünf Vize-Präsidenten ab, die fünf thematische Bereiche leiten: Sozial-, Wirtschafts-, Institutions-, Ausstattungs- und Marketing sowie Mediabereiche. Der colla gehören drei Beratungsräte an: Internationale Beziehungen, Rechtsberatung und Weisenrat.

### Technische Leitung
- Cap de colla (Leiter der Gruppe): David Miret i Rovira
- Sotscap de colla (stellvertr. Leiter der Gruppe): Toni Bach i Lleal
- Technische Berater: Jordi Colomera i Salla, Joan Badell i Roses

### Vorstand
- Präsident: Miquel Ferret i Miralles
- Sekretär: Joan Vendrell i Olivella
- Vize-Präsident Sozialbereich: Àlex Sánchez-Granados
- Vize-Präsident Wirtschaftsbereich: Miquel Ropero i Ventosa
- Vize-Präsident Institutionsbereich: Xavier Escribà i Vivó
- Vize-Präsident Ausstattungsbereich: Joan Mestres i Arnan
- Vize-Präsident Bereich Marketing und Media: Francesc Bou i Pijoan

### Beratungsräte
- Internationale Beziehungen
- Rechtsberatung
- Rat der Weisen

## Cal Figarot, Gesellschaftssitz

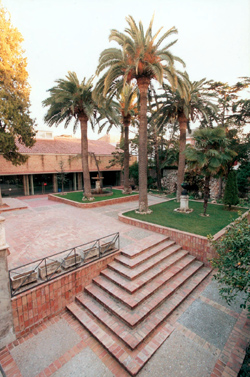
Ansicht Innenhof Cal Figarot, Sitz der Castellers de Vilafranca

Der Hauptsitz der Castellers de Vilafranca ist Cal Figarot, Casa Via Raventós, Es wurde im Jahr 1983 erworben. Es handelt sich um ein neugotisches Gebäude, das 1888 gebaut und vom Architekten August Font y Carreres entworfen wurde. In Vilafranca wurden zum ersten Mal mittelalterliche Elemente in einem privaten Gebäude eingefügt. In diesem Gebäude zeichnen sich vor allem die Balkone, die Eingangshalle, die Haupttreppe, einige Säle und vor allem der Innengarten – neuralgischer Kern des sozialen Sitzes – aus. 1998 hat die Colla ein angrenzendes 600 m² großes Lokal, sowie eine Kellerei dazuerworben. Nach den entsprechenden Umbauten, wurde damit der Innenhof erweitert. Die Colla verfügt auch über andere Räume, wie Turnhalle, Sekretariat, verschiedene multifunktionale Räume und ein Kaffee-Restaurant.

## Die Castellers de Vilafranca in der Welt – Internationale Anwesenheit

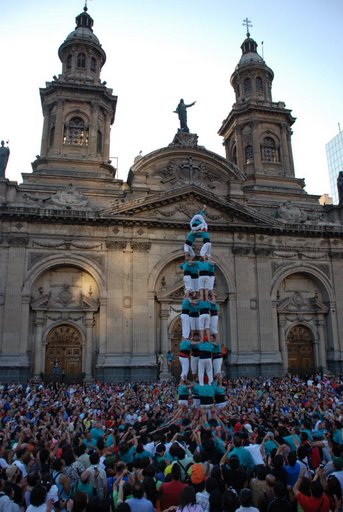
Quatre de vuit (Acht Etagen mit vier Castellers pro Etage) vor der Kathedrale von Santiago de Chile, Castellers de Vilafranca

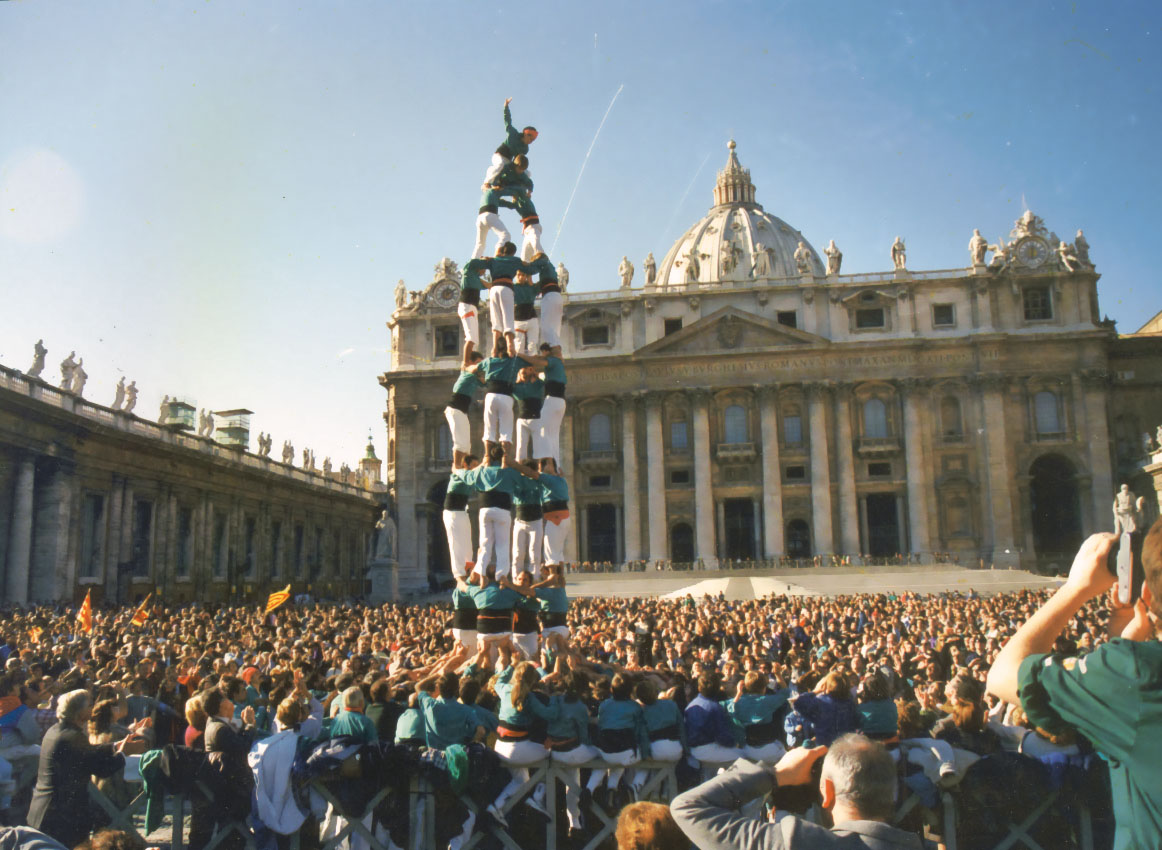
Quatre de vuit (Acht Etagen mit vier Castellers pro Etage) auf dem Petersplatz im Vatikan, Castellers de Vilafranca

Die Castellers de Vilafranca sind eine der colles mit mehr internationaler Ausrichtung. Bei folgenden Veranstaltungen traten sie auf:
- 1973 beim von der Zeitung L’Humanité organisierten Festival in Parí,
- 1978 bei den zwei katalanischen Wochen in Genf,
- 1978 in Italien mit Auftritten in Alguer und in Sassari (Sardinien),
- 1982 in Portugal mit Castells-Bauten in Lisboa, Sintra, Estoril, Coimbra und Porto,
- 1984 in Italien mit Vorführungen in Pisa, Siena, Rom, Vatikan und Florenz,
- 1987 in Béziers, Frankreich.,
- 1988 in Italien im Rahmen der Veranstaltungen des Katalonien-Millenniums, und Auftritten in Pisa, Vatikan und Rom,
- 1990 im Baskenland mit Auftritten in Bergara, Antzuola, Zumarraga und Urretxo,
- 1990 in Italien, dieses Mal im Norden: Feltre (al palio), Niccia und Melere (Ortschaften der Gemeinde Trichiana) und Venedig,
- 1991 erneut in Frankreich mit Auftritten in Toulouse während der Internationalen Versammlung der Sardana (katalanischer Volkstanz) in Carcassonne,
- 1991 in Luxemburg und Deutschland mit Vorführungen in Luxemburg (Hauptstadt), Moers, Wolfenbüttel, Hannover, Berlin und Frankfurt,
- 1992 auf der Weltausstellung in Sevilla im Rahmen des Katalonien-Tages,
- 1992 Teilnahme an der Eröffnungsfeier der XXV. Olympischen Sommerspiele 1992 in Barcelona, zweifellos die meistgesehene Castellers-Vorführung weltweit,
- 1993 in Santiago de Compostela während der Veranstaltungen des Xacobeo’93,
- Im gleichen Jahr, fünf-Länder-Tournee: Frankreich (Marseille), Italien (Lecco, Melzo, Bergamo), Slowenien (Ljubljana, Postojna, Otočec, Novo mesto, Črnomelj), Österreich (Klagenfurt) und Monaco (Montecarlo).
- erneut in Frankreich im gleichen Jahr, mit Auftritten in París und in Poix de Picardie,
- 1994 in Italien zum fünften Mal in Venedig und Mestre während des venezianischen Karnevals,
- in Frankreich (Villeurbanne, Lyon) im gleichen Jahr,
- 1994 in den Niederlanden und in Belgien mit Auftritten in Amsterdam, 
Enschede, Aalten, Almelo, Emmen und Brüssel,
- 1995 erneut im Baskenland mit Auftritt in Tudela,
- 1996 in Dänemark, in Kopenhagen und Holte,
- Im gleichen Jahr, in Frankreich (Metz), den Niederlanden (Maastricht) und in Belgien (Bree),
- 1999 in Sobradiel, Aragón,
- 2001 in Bühl (Deutschland), „Schwesterstadt“ von Vilafranca del Penedès,
- 2002 in Salamanca,
- 2004 wieder in Frankreich mit Auftritten in Dunkerque,
- 2005 im Baskenland, mit Auftritten in Donostia und Elorrio,
- 2006 in Frankreich, mit Auftritt in Steenvoorde,
- 2006 erneut in Aragón, während der Feste von Binéfar.
- 2007 Auftritt in Deutschland, im Rahmen der Frankfurter Buchmesse,
- Die colla beteiligte sich auch an der Weltvorstellung des Romans von Noah Gordon „El Celler“ (Die Kellerei), die in Vilafranca del Penedès (2007) stattfand.
- im Januar 2008 Auftritte in Chile, der erste Auftritt einer katalanischen Castellers colla auf der Südhalbkugel.

Die Castellers de Vilafranca haben zudem zur Verbreitung des Castellers-Faktums im Bereich der Països Catalans (Katalanische Länder) beigetragen:
- Auftritte in Nord-Katalonien und Okzitanien (Südfrankreich): sechsmal in Perpignan (1970, 1977, 1982 [anhand der Feste der Union Sportive Arlequins de Perpignan USAP], 1989 [Fête des Mules], und 1997 und 1998), in Toluges (1970), im Rahmen der Friedens- und Stillstandsfeste, und in Cotlliure (1984), in Banyuls de la Marenda (1986), dreimal in Vilafranca de Conflent (1985, 1988 und 1989), einmal im Kloster Sant Miquel de Cuixà (1985), einmal in Prada de Conflent [in der Katalanischen Sommer-Universität] (1988) und einmal in Baó, im Rahmen der Ersten Versammlung der Katalanität in Nord-Katalonien (2002),
- Vier Vorstellungen im Principat d’Andorra: in Encamp (1971), Andorra la Vella und Sant Julià de Lòria (1976) [eine der Veranstaltungen des Kongresses der Katalanischen Kultur], in Les Escaldes, erneut in der Hauptstadt von Les Valls (1983) und auch wieder in Les Escaldes (1985),
- Zwei Tourneen im Land von Valencia: die erste in der Region Ribera del Xúquer (1979), mit Auftritten in Carcaixent, dem Kloster d’Aigües Vives, Sueca, Cullera und Algemesí, zudem der Aufbau eines pilar de cinc (fünfstöckige Säule) vor dem Haus vom Sänger und Komponist Raimon, in Xàtiva; die zweite (1981) mit Auftritten in Alcoi, Benidorm und Alacant. Später Vorführungen in Carcaixent (1985), in Algemesí (1993 und 2000), Castelló (2000) [13. Sprachenfest], Olleria und Benicarló (während des Nationalfestes der Valencianischen Gemeinschaft),
- Vorführung in Palma de Mallorca (1980) und in Manacor (2001),
- Die oben erwähnte in l’Alguer (1978).

## Teilnahme am Castells-Wettbewerb in Tarragona
Die Castellers de Vilafranca haben den Concurs de castells de Tarragona sieben Mal gewonnen:
- 1972: VII Castells-Wettbewerb in Tarragona
- 1996: VII Castells-Wettbewerb in Tarragona
- 1998: XVII Castells-Wettbewerb in Tarragona
- 2002: XIX Castells-Wettbewerb in Tarragona
- 2004: XX Castells-Wettbewerb in Tarragona
- 2006: XXI Castells-Wettbewerb in Tarragona
- 2008: XXII Castells-Wettbewerb in Tarragona

## Galerie

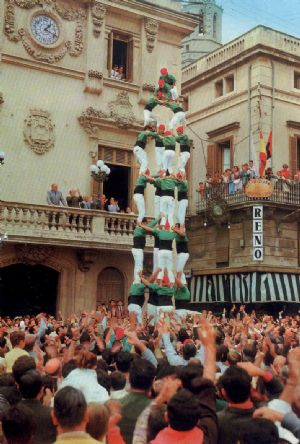
Erster aufgebauter quatre de vuit, Castellers de Vilafranca, 12/10/1969
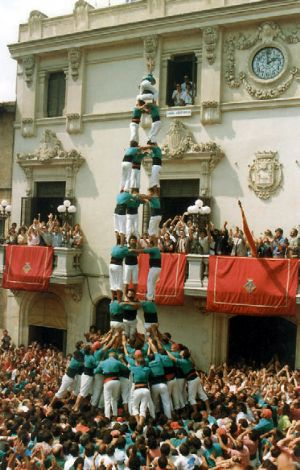
Erster abgebauter tres de nou, Castellers de Vilafranca, 30/08/1989
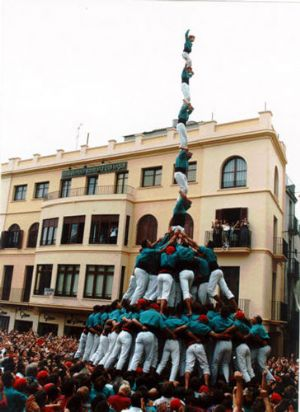
Erste abgebaute pilar de vuit der Geschichte, Castellers de Vilafranca, 28/09/1997
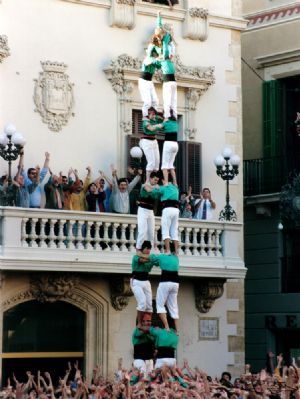
Erste aufgebaute torre de vuit sense folre der Geschichte, Castellers de Vilafranca, 1/11/1999
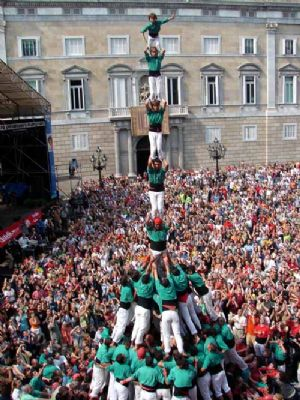
Erster pilar de vuit amb folre i manilles descarregat in Barcelona,  Castellers de Vilafranca, 25/09/2005
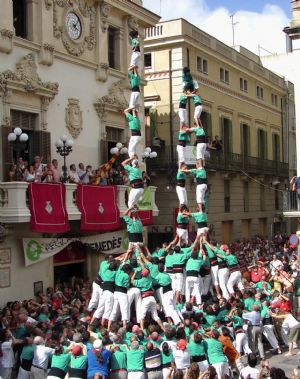
Erste gleichzeitig abgebaute torre de vuit amb folre und pilar de set amb folre der Geschichte, Castellers de Vilafranca, 31/08/2006
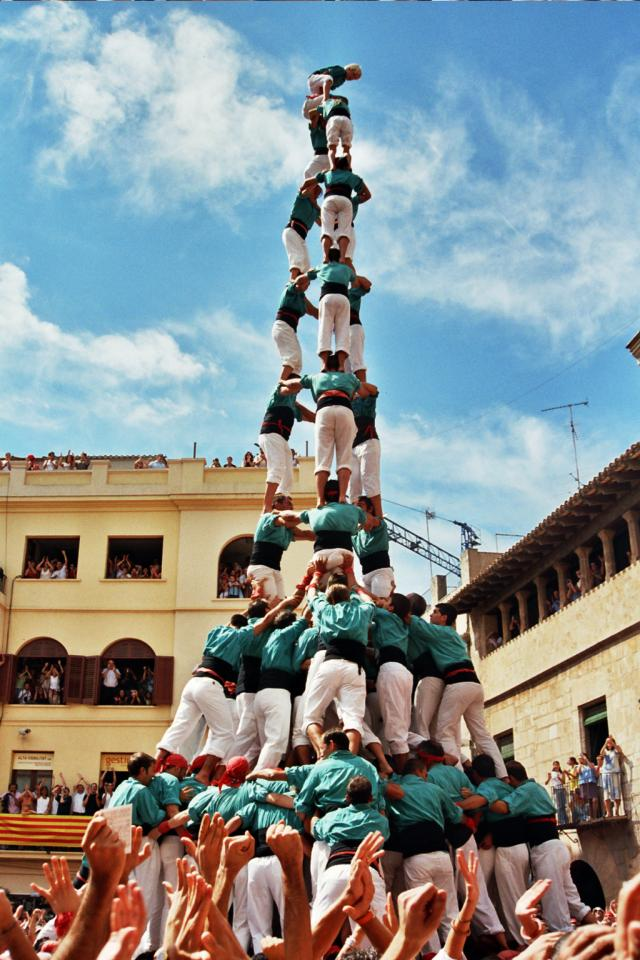
Tres de deu amb folre i manilles, Castellers de Vilafranca
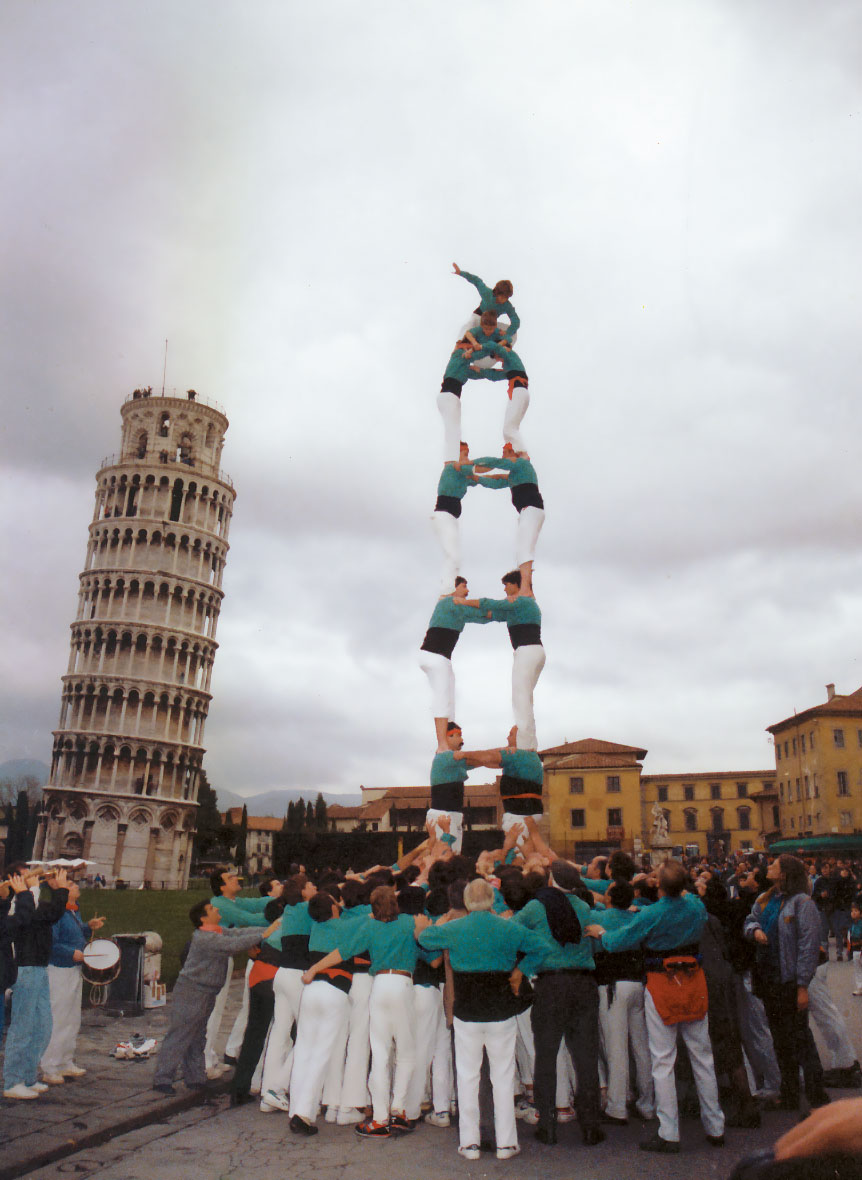
Torre de set in Pisa, Castellers de Vilafranca, 1988
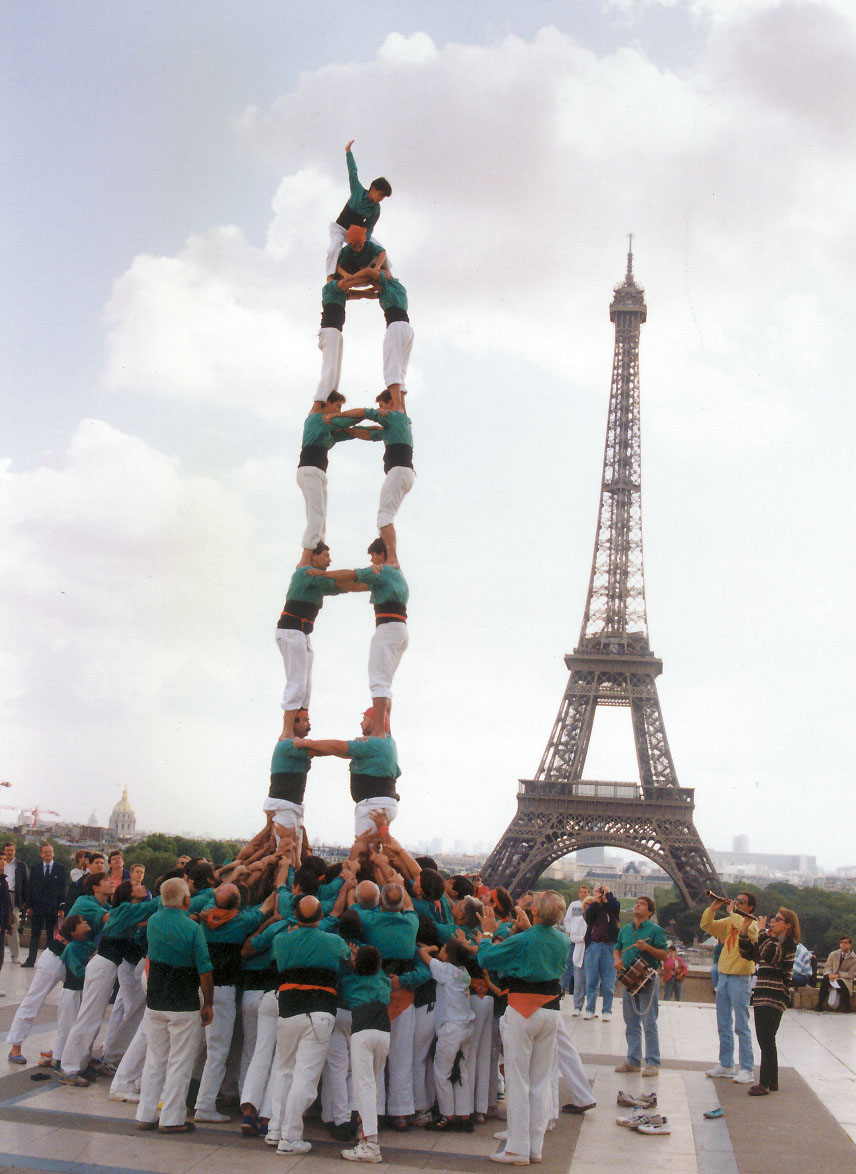
Torre de set in París, Castellers de Vilafranca, 1993
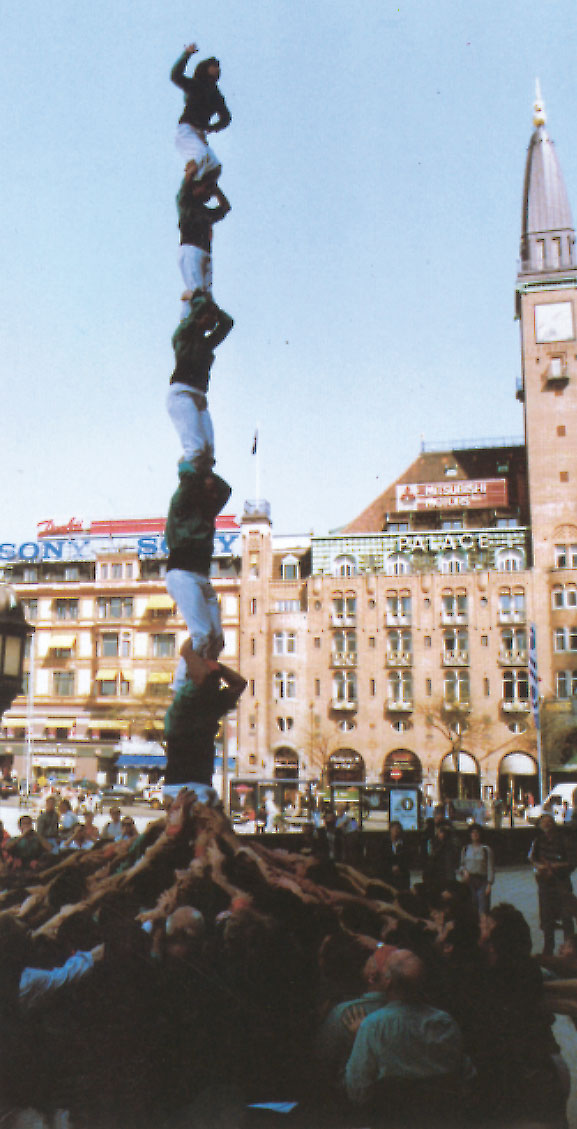
Pilar de sis in Kopenhagen, Castellers de Vilafranca, 1996

## Weltweite Verbreitung und Anerkennung
Die UNESCO hat die spanischen Menschentürme in die Liste des Immateriellen Kulturerbes aufgenommen.
Nach dem Vorbild der Katalanen haben sich im 21. Jahrhundert in Ländern wie Deutschland (Berlin), England (London), Irland (Edinburgh), Frankreich (Paris), Belgien (Brüssel), Schweden (Stockholm), Dänemark (Kopenhagen), Schweiz (Zürich und Lausanne) sowie Andorra Vereine gegründet, die ebenfalls die Menschentürme bauen. Sie veranstalten in den genannten Städten häufig Schauvorstellungen und haben 2020 das International-Human-Tower-Fest ins Leben gerufen. Das 5. derartige Festival findet im Mai 2025 in Berlin-Dahlem im Garten des Museums Europäischer Kulturen statt.